# Храмцов, Алексей Владимирович (хоккеист)
Алексей Владимирович Храмцов (род. 29 сентября 1971, Свердловск-44, Свердловская область) — российский хоккеист, защитник; тренер.

## Биография
Воспитанник новоуральского хоккея. Выступал за юношескую команду «Юность» (Свердловск, 1986/87), молодёжную СКА-ШВСК (Свердловск, 1988/89). Играл за команды «Металлург» Серов (1989/90), «Таганай» Златоуст (1991/92), «Кедр» (1992/93 — 1995/96), «Мечел» (1996/97 — 1998/99), «Динамо-Энергия» (1998/99, 2006/07), «Трактор» (1999/2000 — 2002/03), «Нефтяник» Лениногорск «Воронеж» (обе — 2003/04), «Южный Урал» (2004/05), «Барыс» (Казахстан, 2005/06), «Молот-Прикамье» (2006/07), «Сталь» Аша (2007/08).
Тренер в ДЮСШ «Мечел» (2016—2017). Тренер в команде МХЛ «Белые медведи» Челябинск (2017/18, со 2 февраля). Тренер команды «Трактора» в ЮХЛ (2018/19). Главный тренер команды НМХЛ МХК «Рязань» / «Рязань-ВДВ» (2019/20 — 2020/21, 2022/23). Главный тренер команды МХЛ «Академия Михайлова» (2021/22, с 12 октября). Главный тренер команды НМХЛ МХК «Липецк» (2023/24). В сезоне 2024/25 — главный тренер и с 21 ноября — тренер команды МХЛ «АКМ-Новомосковск».